# Trionymus dagestanicus
Trionymus dagestanicus är en insektsart som beskrevs av Danzig 1998. Trionymus dagestanicus ingår i släktet Trionymus och familjen ullsköldlöss. Inga underarter finns listade i Catalogue of Life.